# Fernando Eimbcke
Fernando Eimbcke Damy (Ciutat de Mèxic, Mèxic 1970) és un director de cinema mexicà, dues vegades guardonat amb el Premi Ariel.

## Trajectòria
Eimbcke Damy va voler estudiar fotografia fixa, de manera que va començar a treballar en aquest ram amb Carlos Somonte. Quan va conèixer al cinematografista Emmanuel Lubezki, qui havia estudiat cinema, Eimbcke va decidir ingressar al Centro Universitario de Estudios Cinematográficos (CUEC) de la UNAM. Encara que va realitzar l'examen, va ser rebutjat i durant tot el següent any es va dedicar només a veure pel·lícules. Més tard, per fi, va ser acceptat en el CUEC (1992-1996).
Va iniciar la seva carrera realitzant videoclips per a grups musicals alternatius com Plastilina Mosh (Mr. P-Mosh), Jumbo (Siento que), Zurdok (Si Me Advertí) i Molotov (Rastaman-dita), dels quals va obtenir diversos premis MTV. També va realitzar diversos curtmetratges, entre ells La suerte de la fea... a la bonita no le importa (2002), guanyador del Primer Concurs Nacional de Projectes de Curtmetratge, realitzat per l'Institut Mexicà de Cinematografia (Imcine).
La seva òpera prima, Temporada de patos, es va estrenar el 2004 a les sales de cinema i es va convertir en la sorpresa del cinema mexicà en aquest any, va rebre elogis i múltiples premis, inclosos 11 Ariel de l'Acadèmia Mexicana de Cinema a Millor pel·lícula, òpera preval, direcció, guió (Eimbcke, Markovitch), actor (Enrique Arreola), actriu (Danny Perea), cinematografia (Alexis Zabe), edició (Mariana Rodríguez), música (Líquidos, Alejandro Rosso), direcció d'art i so.
La idea de Temporada de patos va sorgir de la lectura del llibre Alta fidelitat de Nick Hornby, en la qual els personatges treballen en una botiga de discos i se la passen enraonant durant tota la novel·la, en la qual "no passa res". D'aquí Eimbcke va idear uns personatges que no tenen res a fer en un diumenge quan se'ls va la llum. En un taller va conèixer a Paula Markovitch, qui el va ajudar a reprendre la història dels personatges enfrontats al tedi d'un diumenge. Per a començar a donar-li forma a la seva òpera prima, Fernando va recórrer a diverses influències, entre les quals esmenta a Jim Jarmusch i Yasujiro Ozu, així com pel·lícules sud-americanes com 25 watts o Nueve reinas.
El seu segon llargmetratge va ser Lake Tahoe (2008) narra la història de Juan, un adolescent de 16 anys que recorre una ciutat a la recerca d'una refacció per a un automòbil que acaba de xocar amb un pal. En el seu recorregut, l'espectador descobreix també que la seva família ha perdut poc abans al pare, tràngol amarg que cada familiar transmet i assumeix a la seva manera. Lake Tahoe va ser molt ben rebuda pels mitjans internacionals i va rebre el premi FIPRESCI de la crítica internacional. i el premi Alfred Bauer en reconeixement de les noves perspectives del cinema a la Berlinale de febrer del 2008.
Pel seu tercer llargmetratge Club sándwich (2013) Eimbcke va guanyar el premi a la millor direcció al Festival de cinema de Sant Sebastià.

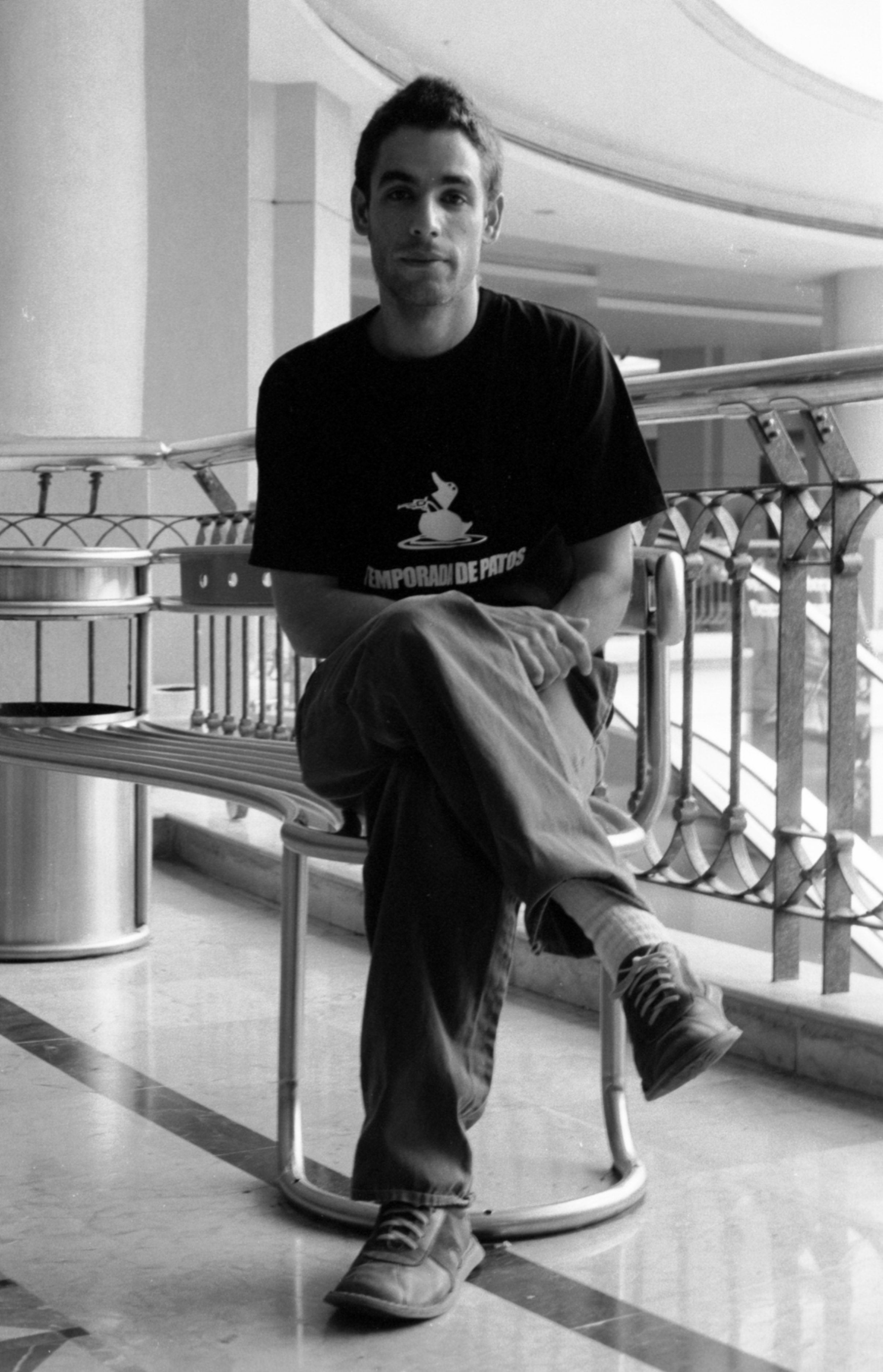
A l'edició del 2008 del Festival Internacional de Cinema de Guadalajara

## Filmografia
- Temporada de patos (2004)
- Lake Tahoe (2008)[6]
- Club Sandwich (2013)[7]

## Curtmetratges
- Cine minuto contra la corrupción: Perro que ladra (2003)
- The Look of Love (2003)
- Cine minuto contra la corrupción: No sea malito (2003)
- La suerte de la fea... a la bonita no le importa (2002)
- No todo es permanente (1996)
- Disculpe las molestias (1994)

## Premis
- Per Club sándwich
  - Millor direcció al Festival Internacional de Cinema de Sant Sebastià 2013
- Per Lake Tahoe:
  - A la Berlinale 2008:[8]
    - Premi FIPRESCI de la Crítica Internacional
    - Premi Alfred Bauer

  - A l'edició 49 del Festival Internacional de Cinema de Cartagena de Indias, Premi Índia Catalina:[9]
    - Millor Pel·lícula: Lake Tahoe
    - Millor Guió Original: Fernando Eimbcke i Paula Markovitch
    - Millor Fotografia: Alexis Zabé

  - En la 7a. edició del Festival Cero Latitud de l'Equador:[10]
    - Millor Pel·lícula

  - Al XXIII Festival Internacional de Cinema a Guadalajara:
    - Millor direcció: Fernando Eimbcke
    - Millor Actor de Repartiment: Héctor Herrera

  - Al festival de Transsilvània:
    - Premi Especial
- Per La suerte de la fea… a la bonita no le importa:
  - Primer Concurso Nacional de Proyectos de Cortometraje
- Per Temporada de patos:
  - Als Premis Ariel:
    - Millor Pel·lícula: Temporada d'ànecs
    - Millor Direcció: Fernando Eimbcke
    - Millor Òpera Prima Ficció: Temporada d'ànecs
    - Millor Fotografia: Alexis Zabé
    - Millor Actriu: Danny Perea
    - Millor Actor: Enrique Arreola
    - Millor Guió Original: Fernando Eimbcke i Paula Markovitch
    - Millor Música Composta per a Cinema: Alejandro Rosso i Liquits
    - Millor So: Lena Esquenazi, Miguel Hernández i Antonio Diego
    - Millor Disseny d'Art: Diana Quiroz i Luisa Guala
    - Millor Edició: Mariana Rodríguez

  - Al Festival Internacional de Cinema a Guadalajara:
    - Millor Pel·lícula Nacional: Temporada d'ànecs
    - Millor Direcció: Fernando Eimbcke
    - Millor Guió Original: Fernando Eimbcke i Paula Markovitch
    - Millor Actriu: Danny Perea
    - Millor Actor: Enrique Arreola
    - Millor Música Composta per a Cinema: Alejandro Rosso i Liquits
    - Millor So: Lena Esquenazi, Miguel Hernández i Antonio Diego
    - Premi Fipresci (Crítica Internacional)

  - Al Festival de l'American Film Institute:
    - Gran Premi del Jurat

  - Al Festival Internacional de Cinema de Salònica:
    - Millor Direcció: Fernando Eimbcke

  - Premis MTV Mèxic:
    - Millor Actriu: Danny Perea

  - Al Festival de Cinema de París:
    - Premi Especial del Jurat
- Video de la gente a MTV

Mólotov, Plastilina Mosh, Jumbo i Genitallica;quests tres últims li van valer nominacions al canal MTV com a vídeo de la gent amb Plastilina Mosh 1998, Jumbo 2000 i Genitallica 2001.
En el 2000 va rebre el premi al millor vídeo Iberoamericà a MTV Europa per la seva col·laboració amb el grup espanyol Dover.